# مورو، پاکستان
مورو (به انگلیسی: Moro) یک منطقهٔ مسکونی در پاکستان است که در ناحیه نوشهرو فیروز واقع شده‌است. مورو ۹۳٬۴۸۶ نفر جمعیت دارد و ۲۸ متر بالاتر از سطح دریا واقع شده‌است.